# Leea philippinensis
Leea philippinensis är en vinväxtart som beskrevs av Elmer Drew Merrill. Leea philippinensis ingår i släktet Leea och familjen vinväxter. Inga underarter finns listade i Catalogue of Life.